# Begumganj

Begumganj (alternativt Chowmohoni eller Chowmuhani) är en stad i södra Bangladesh, och tillhör distriktet Noakhali i Chittagongprovinsen. Folkmängden uppgick till 80 001 invånare 2011, på en yta av 14,48 km². Storstadsområdet hade 132 948 invånare vid samma tidpunkt, på en yta av 35,50 km². Staden grundades 1892, och kommunen (paurashava) bildades 1973.